# Julien Vervaecke
Julien Vervaecke, né le 3 novembre 1899 à Dadizele et mort fusillé le 22 mai 1940 à Roncq, est un coureur cycliste belge. Professionnel de 1927 à 1936, il a remporté Paris-Roubaix 1930, Paris-Bruxelles en 1932 et deux étapes du Tour de France. Il s'est classé troisième du Tour de France 1927.

## Biographie
Coureur professionnel de 1927 à 1936, Julien Vervaecke a notamment remporté Paris-Roubaix en 1930. Les conditions dans lesquelles cette victoire lui a été attribuée ont suscité une controverse, souvent appelée « affaire Maréchal ». En fin de parcours, Julien Vervaecke est en tête avec le coureur français Jean Maréchal. Sur la route étroite, Vervaecke est déséquilibré et bascule dans le fossé. Cette chute permet à Maréchal de le distancer définitivement et d'arriver seul avenue des Villas à Roubaix où est jugée l'arrivée. Vervaecke arrive 24 secondes plus tard. À l'arrivée, Julien Vervaecke et son directeur sportif Ludovic Feuillet protestent, et demandent le déclassement de Jean Maréchal qu'ils accusent d'avoir provoqué la chute. Les commissaires de courses se réunissent et, après avoir entendu les deux coureurs et des témoins, décident de retirer la victoire à Maréchal et de lui attribuer la deuxième place. Cette décision surprend : le règlement prévoit en effet qu'il doit être soit disqualifié s'il est fautif, soit maintenu à sa place s'il est innocent. Cette décision, souvent qualifiée d'injuste ou de scandaleuse, est parfois expliquée par l'influence de Ludovic Feuillet et de son équipe Alcyon, capable d'acheter des espaces publicitaires dans les quotidiens, dont l'organisateur L'Auto, tandis que Maréchal court alors pour le modeste constructeur parisien Colin. Jean Maréchal a protesté de son innocence jusqu'à sa mort : « Dans mon dos, j'ai senti que Vervaecke allait m'attaquer en montant sur le trottoir. Comme je suis un peu acrobate, j'ai sauté aussi sur la bordure de trottoir. Nous nous sommes touchés de l'épaule et il est tombé... »,.
Julien Vervaecke remporte deux étapes du Tour de France, en 1927 et 1929. Il termine troisième du Tour de France 1927, cinquième en 1928, sixième en 1932 et huitième en 1929. Durant cette édition, Vervaecke et ses coéquipiers de l'équipe Alcyon aident Maurice De Waele, malade, à l'emporter alors que la course est supposée être disputée individuellement et que toute entraide est interdite. Pour Desgrange, « on fait gagner un cadavre ». Son règlement, qui interdit l'entraide, est discrédité. Il décide l'année suivante de faire disputer le Tour par équipes nationales,.
Julien Vervaecke gagne également Paris-Bruxelles en 1932. En 1933, il est deuxième de Paris-Roubaix, battu au sprint par Sylvère Maes.
En mai 1940, Julien Vervaecke est fusillé par des soldats polonais officiant dans l'armée britannique, pour s'être opposé à la réquisition de son mobilier.
Tenancier d'un café à Menin (Belgique) Vervaecke avait refusé d'évacuer son habitation, contrairement aux ordres des Anglais qui voulaient établir à cet endroit un nid de résistance pour tenir le passage de la Lys. Il fut aussitôt arrêté et conduit à Roncq où s'était installé un état-major britannique. Peu après, l'ancien champion tombait sous les balles d'un peloton d'exécution .

## Palmarès
| - 1925 - Circuit franco-belge - Circuit minier et métallurgique du Nord - 1926 - Circuit franco-belge - 2e du Critérium des Aiglons - 4e du Tour des Flandres - 1927 - 16e étape du Tour de France - 2e de Paris-Caen - 3e du Tour de France - 5e du Tour des Flandres - 1928 - GP Wolber - Circuit de Belgique - 4e du Tour du Pays basque - 5e du Tour de France - 1929 - Paris-Lens - 15e étape du Tour de France - 8e du Tour de France | - 1930 - Paris-Roubaix - 4e de Liège-Bastogne-Liège - 5e de Paris-Bruxelles - 1931 - Grand Prix de Berchem-Audenarde - 2e de Paris-Dunkerque - 4e de Bordeaux-Paris - 6e du Tour de France - 1932 - Paris-Bruxelles - 2e de Paris-Dunkerque - 9e de Paris-Roubaix - 1933 - 2e de Paris-Roubaix - 2e de Bruxelles-Verviers |  |

## Résultats sur les grands tours

### Tour de France
5 participations
- 1927 : 3e, vainqueur de la 16e étape
- 1928 : 5e
- 1929 : 8e, vainqueur de la 15e étape
- 1931 : 6e
- 1933 : non-partant (7e étape)

### Tour d'Italie
1 participation
- 1932: 11e